# NGC 335
NGC 335 ist eine Spiralgalaxie vom Hubble-Typ Sbc im Sternbild Walfisch südlich der Ekliptik. Sie ist schätzungsweise 256 Millionen Lichtjahre von der Milchstraße entfernt und hat einen Durchmesser von etwa 80.000 Lichtjahren. 

Im selben Himmelsareal befindet sich u. a. die Galaxie NGC 336.
Das Objekt wurde am 9. Oktober 1885 von dem US-amerikanischen Astronomen Francis Preserved Leavenworth entdeckt.